# Pace-Friedensberg
Pace-Friedensberg (Montepace) je bila ugledna plemiška družina na Goriškem.
Njen začetnik Henrik je bil častnik pri Beneškemu namestniku za Furlanijo Tomažu Lipomannu.
Naselil bi se naj v Vidmu okoli leta 1486. Njegov sin Tomaž, ki je bil videmski notar in kancler, se poroči z Elizabeto Pace (zadnjo potomko ugledne Videmske trgovske družine Pace).

### Predstavniki
- Karl Maria (1635-1701) slaven vojskovodja, poveljnik konjenice in komornik zlatega ključa.
- Anton (1851-1923) grof, politik in prevajalec Franceta Prešerna v nemščino.
- Marino (1892-1963) grof in častnik, med 2. svetovno vojno je sodeloval z okupatorjem, zato je bil zaprt za 2 leti.